# Bruder (Freundschaft)

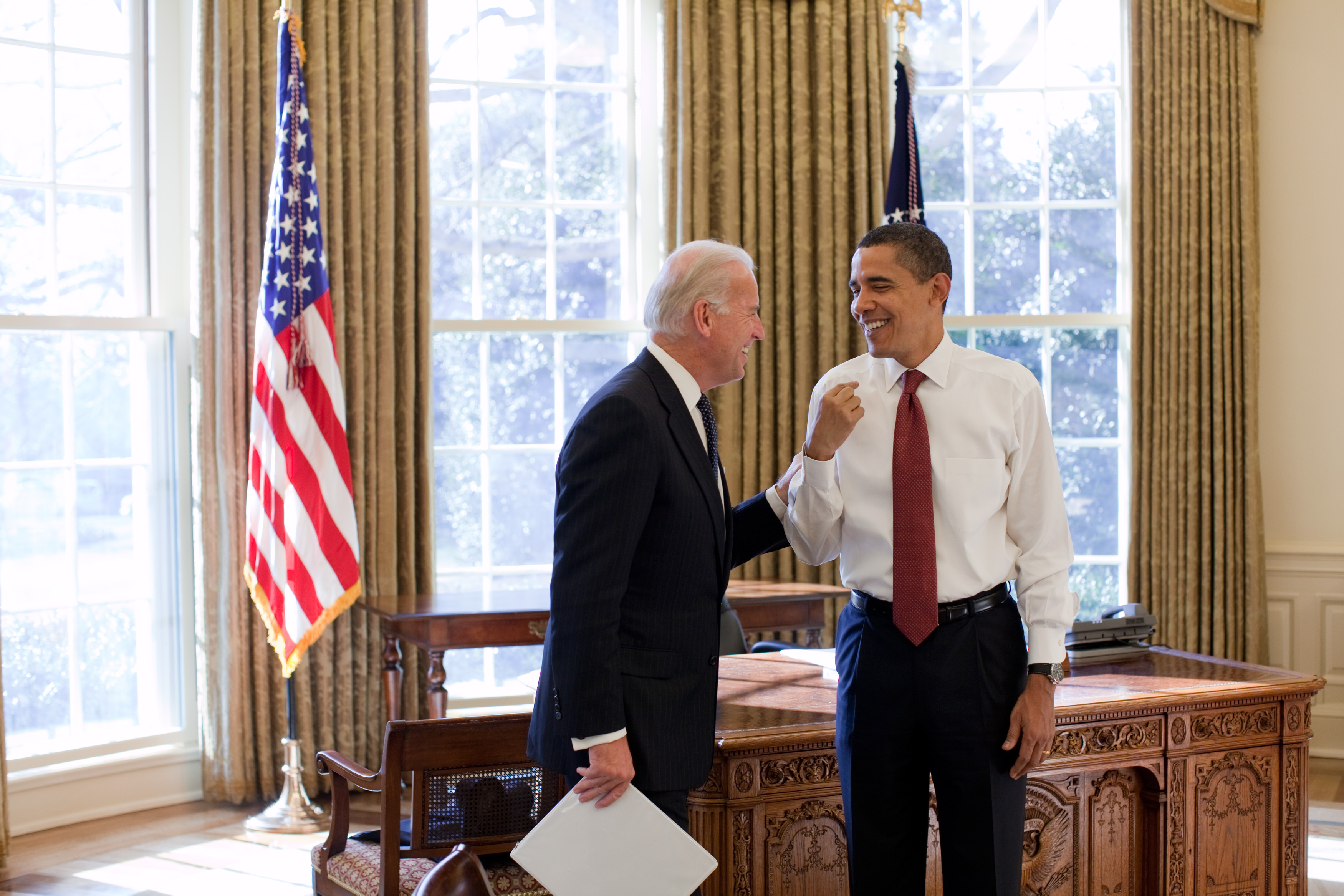
Beispiel einer „Bromance“: der damalige US-Präsident Barack Obama mit dem damaligen Vizepräsidenten Joe Biden (2009)

Im übertragenen Sinne ist Bruder in vielen Kulturen die Bezeichnung für einen Freund. Die Bezeichnung Bruder soll hierbei die Dauer und Intensität dieser Beziehung ausdrücken, als „geistige Verwandtschaft“ zwischen den beiden, vergleichbar einer geschwisterlichen Verwandtschaft.
Die biblische Geschichte von David und seinem „Bruder“ Jonathan ist ein Beispiel für einen Fall, in dem ein guter Freund, der aber nicht im leiblichen Sinn verwandt war, als Bruder bezeichnet wird. Ein weiteres literarisches Beispiel ist Gilgamesch und dessen „Bruder“ Enkidu. Auch im Satyricon wird der Ausdruck „Freund“ in dieser Weise verwendet.
Ab den 2000er-Jahren hat auch die englische Bezeichnung Bromance (Kofferwort aus brother und romance: „Bruder-Romanze“) als Beschreibung für eine nichtsexuelle, sehr innige Beziehung zwischen zwei Männern Einkehr in den Sprachgebrauch gefunden; in der Folgezeit wurde auch die Kurzform Bro üblich. Die weibliche Version der Bromance ist die Womance.

## Christentum
Im christlichen Mittelalter hatte die Verbrüderung zweier Männer einen formellen Charakter, und in den orthodoxen Kirchen existierte mit der Adelphopoiesis (Schwurbruderschaft) ein eigener Ritus für das „Brüdermachen“.
Dabei entstand ein künstliches Verwandtschaftsverhältnis zwischen zwei Freunden.

## Beispiele auf weltpolitischer Ebene
- Winston Churchill & Franklin Delano Roosevelt[5][6][7][8][9]
- Helmut Schmidt & Valéry Giscard d’Estaing[10][11][12][13]
- Joe Biden & Barack Obama[1]
- Andrzej Duda & Wolodymyr Selenskyj[14][15][16][17]

## Aktuelle Beispiele aus Fernsehserien
- Friends (USA 1994–2004): Joey Tribbiani und Chandler Bing
- Scrubs – Die Anfänger (USA 2001–2010): Dr. John Michael „J. D.“ Dorian und Dr. Christopher Duncan Turk
- How I Met Your Mother (USA 2005–2014): Barney Stinson, Ted Mosby und Marshall Eriksen
- The Big Bang Theory (USA 2007–2019): Howard Joel Wolowitz und Dr. Rajesh „Raj“ Ramayan Koothrappali